# Николай Фредерик Северин Грюндвиг
Николай Фредерик Северин Грундвиг е датски свещеник и писател, поет, историк, философ, педагог и разпространител на идеите на демократичното образование и продължаващото обучение.
Теорията на Грундвиг за „народното училище“ се основава на идеята, че образованието има смисъл, ако е достъпно за всекиго в продължение на целия му живот. Според него, образованието трябва да е насочено не само към усвояването на знания, но и към изграждането на гражданска отговорност и към личностно и културно развитие.
Грундвиг се счита за една от основните фигури в развитието на датското образование и култура. Неговите идеи са силно застъпени в датското образование днес. Около 15% от учениците в Дания учат в демократични училища, базирани на принципите, създадени от Грундвиг.